# Weifenbach
Weifenbach (mundartlich Wähfeboch) ist ein Dorf im Norden des Hessischen Hinterlandes und als solches ein Stadtteil der Stadt Biedenkopf im mittelhessischen Landkreis Marburg-Biedenkopf.

## Geographie
Das Dorf liegt am südöstlichen Rande des Rothaargebirges, umrahmt von Bergen, deren bekanntester die Sackpfeife ist. Die nächstgelegenen Ortschaften sind Biedenkopf und Wallau.
Im Ortskern südlich des zentralen Reckenbergs vereinen sich zwei Bachläufe: Der Weidenbach mit Ursprung aus dem Nord-Osten des Ortes mündet in den Weifenbach mit Ursprung aus dem Nord-Westen des Dorfes. Der Weifenbach verläuft fortan und außerorts weiter in südlicher Richtung – er mündet zwischen Wallau und Ludwigshütte in die Lahn. Der Verlauf der beiden Bäche und deren Ypsilon-förmige Vereinigung sind charakteristisch für den Ort und wurde daher im Wappen thematisiert, siehe „Wellendeichsel“ im Abschnitt Wappen. Die Bachläufe sind innerhalb des Ortes zum Teil unterirdisch verlegt worden. Vom Ortskern und dem Großteil des Dorfes ist der Ortsteil östlich des Weidenbachs über Brücken erreichbar bzw. durch Überquerungen der unterirdisch verlegten Teile des Bachlaufs – daher wird dieser Bereich des Dorfes volkstümlich als „die Insel“ bezeichnet.

## Geschichte

### Ortsgeschichte

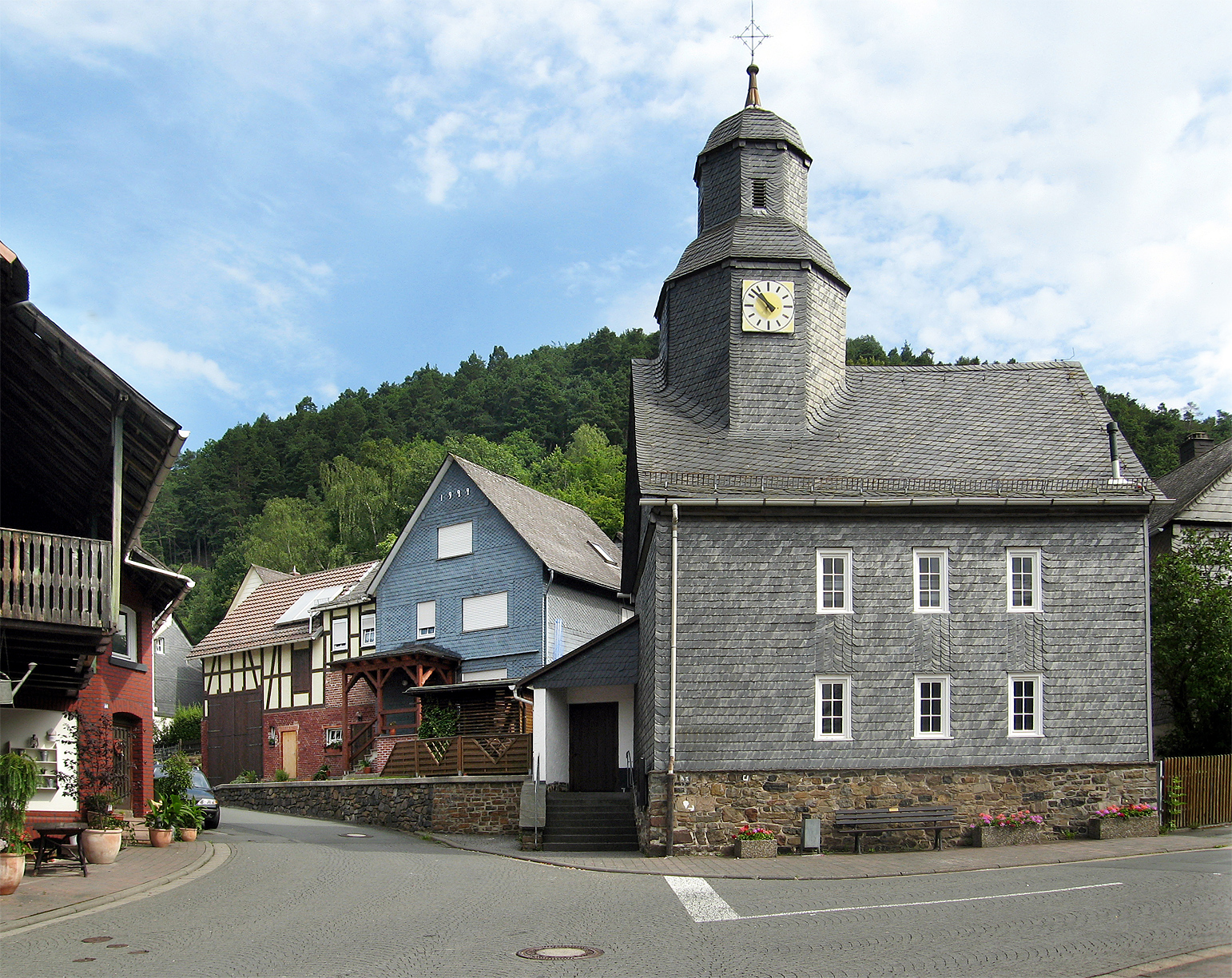
Kirche

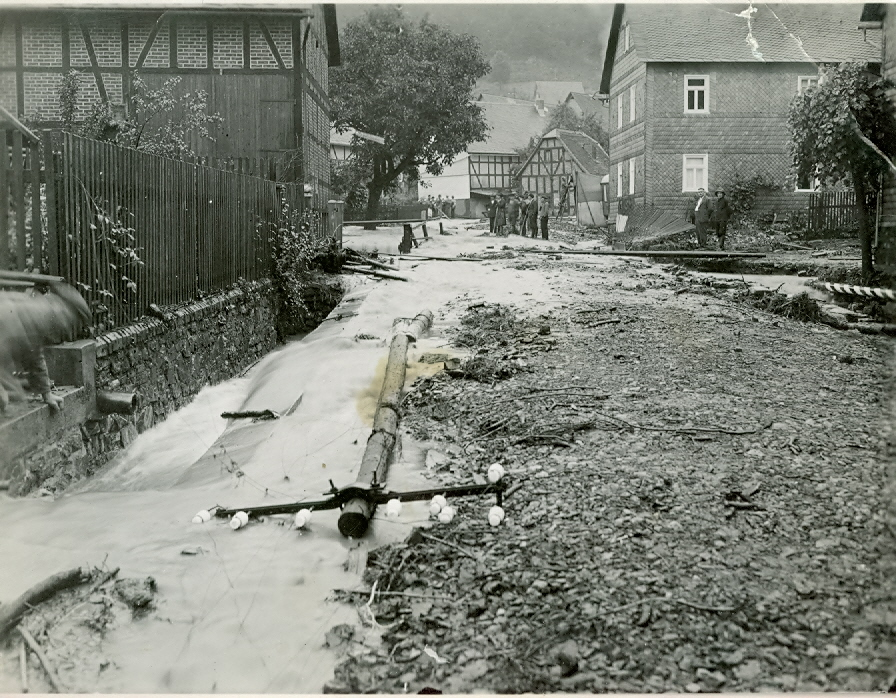
Unwetter 1938

Die älteste bekannte urkundliche Erwähnung erfolgte am 5. Juni 1262 unter dem Namen Weyfenbach. Diese besagt, dass der Glöckner Walter von Weifenbach zu Biedenkopf zur Aussteuer seiner Verwandten, der Nonne Zina, dem Kloster Kappel Güter zu Weifenbach und ein Haus in Biedenkopf schenkt.
Die Statistisch-topographisch-historische Beschreibung des Großherzogthums Hessen berichtet 1830 über Weifenbach:

„Weifenbach (L. Bez. Battenberg) evangel. Filialdorf; liegt 3 1⁄2 St. von Battenberg, hat 34 Häuser und 215 evangelische Einwohner. Dieses Dorf trugen Gerlach und Johann von Breidenbach, 1395, dem Landgrafen Hermann zu Lehen auf. Weifenbach gehörte zum Kirchengebiete von Breidenbach.“

Bekannt wurde Weifenbach als Musikantendorf aufgrund seiner Blaskapellen und Gesangvereine, die im 19. Jahrhundert aufspielten.
Zum 31. Dezember 1971 wurde die bis dahin selbständige Gemeinde Weifenbach im Zuge der Gebietsreform in Hessen auf freiwilliger Basis nach Wallau (Lahn) eingemeindet. Mit Wallau kam der Ort am 1. Juli 1974 zur Stadt Biedenkopf, nachdem andere Pläne der Breidensteiner Gemeindevertreter zur Bildung einer erweiterten Stadt Breidenstein mit den Gemeinden Wallau, Weifenbach und Wiesenbach gescheitert waren. Für alle ehemals eigenständigen Gemeinden von Biedenkopf wurde je ein Ortsbezirk mit Ortsbeirat und Ortsvorsteher nach der Hessischen Gemeindeordnung gebildet.
2011 wurde das 300-jährige Bestehen der Kirche gefeiert, 2012 würdigte der Ort seine 750-jährige Geschichte.

### Verwaltungsgeschichte im Überblick
Die folgende Liste zeigt die Staaten und Verwaltungseinheiten, denen Weifenbach angehört(e):
- vor 1567: Heiliges Römisches Reich, Landgrafschaft Hessen, Amt Blankenstein, Grund Breidenbach (Gericht Breidenbach, das seit ca. 1500 mit den Gerichten Wallau und Meisbach zusammengefasst war.)
- ab 1567: Heiliges Römisches Reich, Landgrafschaft Hessen-Marburg, Amt Blankenstein, Grund Breidenbach (ab 1577: Gericht Breidenbach)[14]
- 1604–1648: strittig zwischen Hessen-Kassel und Hessen-Darmstadt (Hessenkrieg)
- ab 1604: Heiliges Römisches Reich, Landgrafschaft Hessen-Kassel, Amt Blankenstein
- ab 1627: Heiliges Römisches Reich, Landgrafschaft Hessen-Darmstadt, Oberfürstentum Hessen, Amt Blankenstein, Grund Breidenbach[15]
- ab 1806: Großherzogtum Hessen,[Anm. 2] Fürstentum Oberhessen, Amt Blankenstein, Grund Breidenbach[16][17]
- ab 1815: Großherzogtum Hessen, Amt Blankenstein, Grund Breidenbach[18]
- ab 1821: Großherzogtum Hessen, Provinz Oberhessen, Landratsbezirk Battenberg[Anm. 3]
- ab 1832: Großherzogtum Hessen, Provinz Oberhessen, Kreis Biedenkopf
- ab 1848: Großherzogtum Hessen, Regierungsbezirk Biedenkopf
- ab 1852: Großherzogtum Hessen, Provinz Oberhessen, Kreis Biedenkopf
- ab 1867: Königreich Preußen,[Anm. 4] Provinz Hessen-Nassau, Regierungsbezirk Wiesbaden, Kreis Biedenkopf (übergangsweise Hinterlandkreis)[15]
- ab 1871: Deutsches Reich, Königreich Preußen, Provinz Hessen-Nassau, Regierungsbezirk Wiesbaden, Kreis Biedenkopf
- ab 1918: Deutsches Reich (Weimarer Republik), Freistaat Preußen, Provinz Hessen-Nassau, Regierungsbezirk Wiesbaden, Kreis Biedenkopf
- ab 1932: Deutsches Reich, Freistaat Preußen, Provinz Hessen-Nassau, Regierungsbezirk Wiesbaden, Kreis Dillenburg
- ab 1933: Deutsches Reich, Freistaat Preußen, Provinz Hessen-Nassau, Regierungsbezirk Wiesbaden, Kreis Biedenkopf
- ab 1944: Deutsches Reich, Freistaat Preußen, Provinz Nassau, Landkreis Biedenkopf
- ab 1945: Amerikanische Besatzungszone,[Anm. 5] Groß-Hessen, Regierungsbezirk Wiesbaden, Landkreis Biedenkopf
- ab 1946: Amerikanische Besatzungszone, Land Hessen, Regierungsbezirk Wiesbaden, Landkreis Biedenkopf
- ab 1949: Bundesrepublik Deutschland, Land Hessen, Regierungsbezirk Wiesbaden, Landkreis Biedenkopf
- ab 1968: Bundesrepublik Deutschland, Land Hessen, Regierungsbezirk Darmstadt, Landkreis Biedenkopf
- ab 1972: Bundesrepublik Deutschland, Land Hessen, Regierungsbezirk Darmstadt, Landkreis Biedenkopf, Gemeinde Wallau (Lahn)[Anm. 6]
- ab 1974: Bundesrepublik Deutschland, Land Hessen, Regierungsbezirk Kassel, Landkreis Marburg-Biedenkopf, Stadt Biedenkopf[Anm. 7]
- ab 1981: Bundesrepublik Deutschland, Land Hessen, Regierungsbezirk Gießen, Landkreis Marburg-Biedenkopf, Stadt Biedenkopf

## Bevölkerung

### Einwohnerstruktur 2011
Nach den Erhebungen des Zensus 2011 lebten am Stichtag, dem 9. Mai 2011, in Weifenbach 615 Einwohner. Darunter waren 12 (2,0 %) Ausländer. Nach dem Lebensalter waren 90 Einwohner unter 18 Jahren, 252 zwischen 18 und 49, 135 zwischen 50 und 64 und 135 Einwohner waren älter. Die Einwohner lebten in 261 Haushalten. Davon waren 75 Singlehaushalte, 78 Paare ohne Kinder und 84 Paare mit Kindern, sowie 18 Alleinerziehende und 6 Wohngemeinschaften. In 87 Haushalten lebten ausschließlich Senioren und in 156 Haushaltungen lebten keine Senioren.

### Einwohnerentwicklung
| Quelle: Historisches Ortslexikon |                                                             |
| • 1577:                          | 015 Hausgesesse                                             |
| • 1630:                          | 015 Hausgesesse (9 zweispännige Ackerleute, 3 Einläuftige). |
| • 1677:                          | 010 Männer, 2 Jungmannschaften, 3 ledige Mannschaften       |
| • 1742:                          | 028 Haushalte                                               |
| • 1791:                          | 200 Einwohner                                               |
| • 1800:                          | 188 Einwohner                                               |
| • 1806:                          | 229 Einwohner, 31 Häuser                                    |
| • 1829:                          | 215 Einwohner, 34 Häuser                                    |

| Weifenbach: Einwohnerzahlen von 1791 bis 2011 | Weifenbach: Einwohnerzahlen von 1791 bis 2011 | Weifenbach: Einwohnerzahlen von 1791 bis 2011 | Weifenbach: Einwohnerzahlen von 1791 bis 2011 | Weifenbach: Einwohnerzahlen von 1791 bis 2011 |
| --- | --------------------------------------------- | --------------------------------------------- | --------------------------------------------- | --------------------------------------------- |
| Jahr |                                               |                                               |                                               | Einwohner                                     |
| 1791 | 1791                                          |                                               | 200                                           | 200                                           |
| 1800 | 1800                                          |                                               | 188                                           | 188                                           |
| 1806 | 1806                                          |                                               | 229                                           | 229                                           |
| 1829 | 1829                                          |                                               | 215                                           | 215                                           |
| 1834 | 1834                                          |                                               | 247                                           | 247                                           |
| 1840 | 1840                                          |                                               | 271                                           | 271                                           |
| 1846 | 1846                                          |                                               | 296                                           | 296                                           |
| 1852 | 1852                                          |                                               | 292                                           | 292                                           |
| 1858 | 1858                                          |                                               | 303                                           | 303                                           |
| 1864 | 1864                                          |                                               | 306                                           | 306                                           |
| 1871 | 1871                                          |                                               | 302                                           | 302                                           |
| 1875 | 1875                                          |                                               | 358                                           | 358                                           |
| 1885 | 1885                                          |                                               | 338                                           | 338                                           |
| 1895 | 1895                                          |                                               | 410                                           | 410                                           |
| 1905 | 1905                                          |                                               | 438                                           | 438                                           |
| 1910 | 1910                                          |                                               | 449                                           | 449                                           |
| 1925 | 1925                                          |                                               | 466                                           | 466                                           |
| 1939 | 1939                                          |                                               | 507                                           | 507                                           |
| 1946 | 1946                                          |                                               | 735                                           | 735                                           |
| 1950 | 1950                                          |                                               | 679                                           | 679                                           |
| 1956 | 1956                                          |                                               | 547                                           | 547                                           |
| 1961 | 1961                                          |                                               | 559                                           | 559                                           |
| 1967 | 1967                                          |                                               | 563                                           | 563                                           |
| 1971 | 1971                                          |                                               | 574                                           | 574                                           |
| 1990 | 1990                                          |                                               | ?                                             | ?                                             |
| 2000 | 2000                                          |                                               | ?                                             | ?                                             |
| 2011 | 2011                                          |                                               | 615                                           | 615                                           |
| Datenquelle: Historisches Gemeindeverzeichnis für Hessen: Die Bevölkerung der Gemeinden 1834 bis 1967. Wiesbaden: Hessisches Statistisches Landesamt, 1968. Weitere Quellen: LAGIS; Stadt Biedenkopf: 1971; Zensus 2011 |                                               |                                               |                                               |                                               |

### Historische Religionszugehörigkeit
| Quelle: Historisches Ortslexikon |                                                                   |
| • 1829:                          | 215 evangelische (= 100 %) Einwohner                              |
| • 1885:                          | 337 evangelische, ein katholischer Einwohner                      |
| • 1961:                          | 525 evangelische (= 93,92 %), 33 katholische (= 5,90 %) Einwohner |

### Historische Erwerbstätigkeit
| • 1867: | Erwerbspersonen: 67 Landwirtschaft, vier Gewerbe und Industrie, vier Verkehr, 50 persönliche Dienstleistungen, zwei Gesundheitspflege, eine Erziehung und Unterricht, drei Gemeindeverwaltung. |
| • 1961: | Erwerbspersonen: 94 Land- und Forstwirtschaft, 161 produzierendes Gewerbe, 27 Handel und Verkehr, 27 Dienstleistungen und Sonstiges.                                                           |

## Politik
- SPD: 2
- BB: 2
- CDU: 1

- BB = Bürgerblock Biedenkopf

### Ortsbeirat
Weifenbach verfügt als Ortsbezirk über einen Ortsbeirat, bestehend aus fünf Mitgliedern, dessen Vorsitzender ein Ortsvorsteher ist. Bei den Kommunalwahlen in Hessen 2021 betrug die Wahlbeteiligung zum Ortsbeirat 66,80 %. Der Ortsbeirat wählte Michael Miss (BB Biedenkopf) zum Ortsvorsteher.

### Wappen und Flagge
Am 7. Oktober 1959 genehmigte der Hessische Minister des Innern das Wappen mit folgender Beschreibung:
| Wappen von Weifenbach | Blasonierung: „In Gold eine blaue Wellendeichsel zwischen drei roten Garnrädern mit schwarzen Speichen (1:2).“ |
| Wappen von Weifenbach | Wappenbegründung: Die Wellendeichsel steht für den Weifenbach, dabei vereinen sich zwei Bäche im Ort und bilden diesen Bach. Es wurden noch drei Räder von Garnwinden addiert, die zur früheren Weife, auch Haspel genannt, gehören. |

Die nichtamtliche Dorfflagge ist zweigeteilt in Rot und Weiß; das Wappen ist in der Mitte aufgelegt.

## Kultur und Sehenswürdigkeiten

### Vereine
Der Weifenbacher Männergesangsverein „MGV 1885“ feierte am 28. und 29. Mai 2010 sein 125-jähriges Bestehen.

## Verkehr

### Straßenverkehr
In den Ort führt die Kreisstraße 109, die ihn mit den Bundesstraßen 62 und 253, sowie Wallau, Ludwigshütte und Biedenkopf verbindet. In Richtung Norden führt eine kleinere Gemeindeverbindungsstraße nach Hatzfeld (Eder) und den Stadtteil Lindenhof.

### Öffentliche Verkehrsmittel
Weifenbach ist mit folgenden Buslinien an das ÖPNV-Netz des RMV angebunden:
- MR-51: Biedenkopf–Niedereisenhausen–Friedensdorf–Biedenkopf
- MR-52: Biedenkopf–Friedensdorf–Niedereisenhausen-Biedenkopf